# 大谷球場
大谷球場（おおたにきゅうじょう）は、福岡県北九州市八幡東区にある野球場。日本製鉄が所有し、2004年から2025年3月までは北九州市が借用し市立球場として運用していた。

## 概要
両翼102mと非常に大きな球場であるため、観客席の収容人数を度外視すればプロ級のスペックを持ち合わせた球場である。福岡ソフトバンクホークスの二軍が試合を行うことがあるほか、ホークスの今宮健太が2017年以降、毎年キャンプイン前の自主トレを同地で行っている。また、2005年・2006年には韓国プロ野球の現代ユニコーンズが、同球場で春季キャンプを実施した。
そのほか、毎年11月上旬に球場周辺で行われる「まつり起業祭八幡」では、エンディングショー「光と音の競演」のメイン会場となる。

### 施設概要
- 収容人数：5,000人[2][3]
- 両翼：102m、中堅：122m[3]
- 内野：クレー舗装、外野：天然芝
- スコアボード：パネル式[3]
- 照明設備：なし[3]
- 駐車場：50台[3]

## 歴史

### 製鉄会社の野球場
当時の八幡市に官営八幡製鐵所の福利厚生施設として1927年に竣工、翌1928年に開場した。1934年、旧・日本製鐵発足に伴い日本製鐵大谷球場となり、1950年の八幡製鐵発足に伴い八幡製鐵大谷球場に、さらに1970年の新日本製鐵発足に伴い新日鐵大谷球場に改称した。
新日本製鐵八幡硬式野球部と、昭和初期から中期にかけて、八幡製鐵所と門司鉄道局（門鉄、のち門司鉄道管理局、現・JR九州硬式野球部）による定期戦「製門戦」は「西の早慶戦」とも謳われ、多くの名試合を残した。社会人野球以外にも、高校野球、大学野球公式戦も開催されるなど、アマチュア野球公式戦で広く使用された。プロ野球では福岡県を本拠地としていた西鉄ライオンズ（現・埼玉西武ライオンズ）、北九州を準本拠地にしていた洋松ロビンス（現・横浜DeNAベイスターズ）の公式戦が開催された。
1980年代から、鉄鋼不況のあおりを受けて新日鐵も合理化を迫られることとなり、新日鐵八幡野球部は2003年の第73回都市対抗野球大会の九州2次予選で敗退したのを最後に廃部された。

### 市立球場として借用
大谷球場の管理権は、2004年から北九州市が無償で借り受け「北九州市立大谷球場」として運用することとなった。以降も引き続き、社会人野球やクラブチームの対抗戦（JABA九州大会など）、高校野球福岡大会北部地区予選、九州六大学公式戦などに使用された。
市に管理権が譲渡された後の施設管理は、新日鉄グループの施設管理会社であるニッテツ・ビジネスプロモート北九州を経て、新日鉄の後継企業である日本製鉄から事業譲渡を受けた株式会社スピナが指定管理者として管理業務を担っていた。
2012年の合併により新日鉄が新日鐵住金に商号変更するまでは、スコアボードには新日鐵の社章がペイントされていたほか、外野スタンドには当時のグループ企業（新日鉄都市開発、日鐵運輸、新日鐵ソリューションズ、スピナ）の広告看板が立てられていた。
また新日鐵八幡野球部の廃部後は、大谷球場の利用率が低下したことに加え、市内近郊に本拠を置く社会人チームが少なくなったことなどから、アマチュア球界や北九州市などの協力を得てクラブチームを結成することとなり、2006年、北九州市民硬式野球クラブ（愛称：ルネッサンスクラブ北九州）が発足した。

### 日本製鉄へ返還、球団へ売却
2025年3月、施設の老朽化を理由に北九州市が球場管理権を日本製鉄へ返還し、市立球場としての運用を終了した。日本製鉄では返還後の球場運用は未定としていたが、同年7月17日に九州アジアリーグの北九州下関フェニックスが球場を取得したと発表。取得額は約14億円で、球団創設者の堀江貴文が当初から提唱していた「ボールパーク構想」を当球場において推進し、球団の本拠地機能のほか、物販飲食やレジャー施設などを整備する構想を行政や関係者と協議の上、今後改修内容の詳細を発表するとした。球団社長の竹森宏樹は、現時点では大谷球場はリーグ公式戦の開催基準を満たしていないため、当面は野球教室やイベントでの使用を想定しており、リーグと調整の上で「来季の終わりくらいには公式戦を開催できるようになりたい」との目標を述べた。

## プロ野球開催実績

### 1軍公式戦
2022年現在で11試合を開催。内訳は1リーグ時代2試合、セ・リーグ3試合、パ・リーグ6試合。
- 1946年8月18日：中部日本軍 3-4 近畿グレートリング、阪急軍 3-5 ゴールドスター（変則ダブルヘッダー）
- 1951年4月20日：西鉄ライオンズ 1-5 毎日オリオンズ
- 1951年5月29日：西鉄ライオンズ 6-2 阪急ブレーブス
- 1951年8月15日：西鉄ライオンズ 7-0 阪急ブレーブス
- 1952年3月27日：西鉄ライオンズ 5-2 大映スターズ
- 1953年9月5日：大洋松竹ロビンス 1-6、0-5 読売ジャイアンツ（ダブルヘッダー）
- 1954年4月6日：洋松ロビンス 2-3 大阪タイガース
- 1955年10月12日：西鉄ライオンズ 8-3、8-2 トンボユニオンズ（ダブルヘッダー）

### 1軍オープン戦
- 1941年2月22日：東京巨人軍 3-2 阪神軍
- 1948年12月23日：大阪タイガース 0-5 南海ホークス

### 2軍公式戦
- 1997年8月2日：福岡ダイエーホークス 0-11 オリックス・ブルーウェーブ

## 交通アクセス
- JRスペースワールド駅より徒歩約10分[3]。
- 西鉄バス北九州
  - JRスペースワールド駅から41系統乗車、「大谷球場」停留所下車すぐ[3]。
  - JR八幡駅から40系統乗車、「大谷球場」停留所下車すぐ[3]。
  - JR黒崎駅から砂津方面行き乗車、「中央2丁目」停留所下車、徒歩約5分[3]。

## その他の北九州市立球場
- 北九州市民球場
- 北九州市立的場池球場
- 北九州市立門司球場
- 北九州市立桃園球場